# Stenkrabba
Stenkrabba (Cancer irroratus) är en kräftdjursart som beskrevs av Thomas Say 1817. Cancer irroratus ingår i släktet Cancer och familjen Cancridae. Inga underarter finns listade i Catalogue of Life.

## Bildgalleri

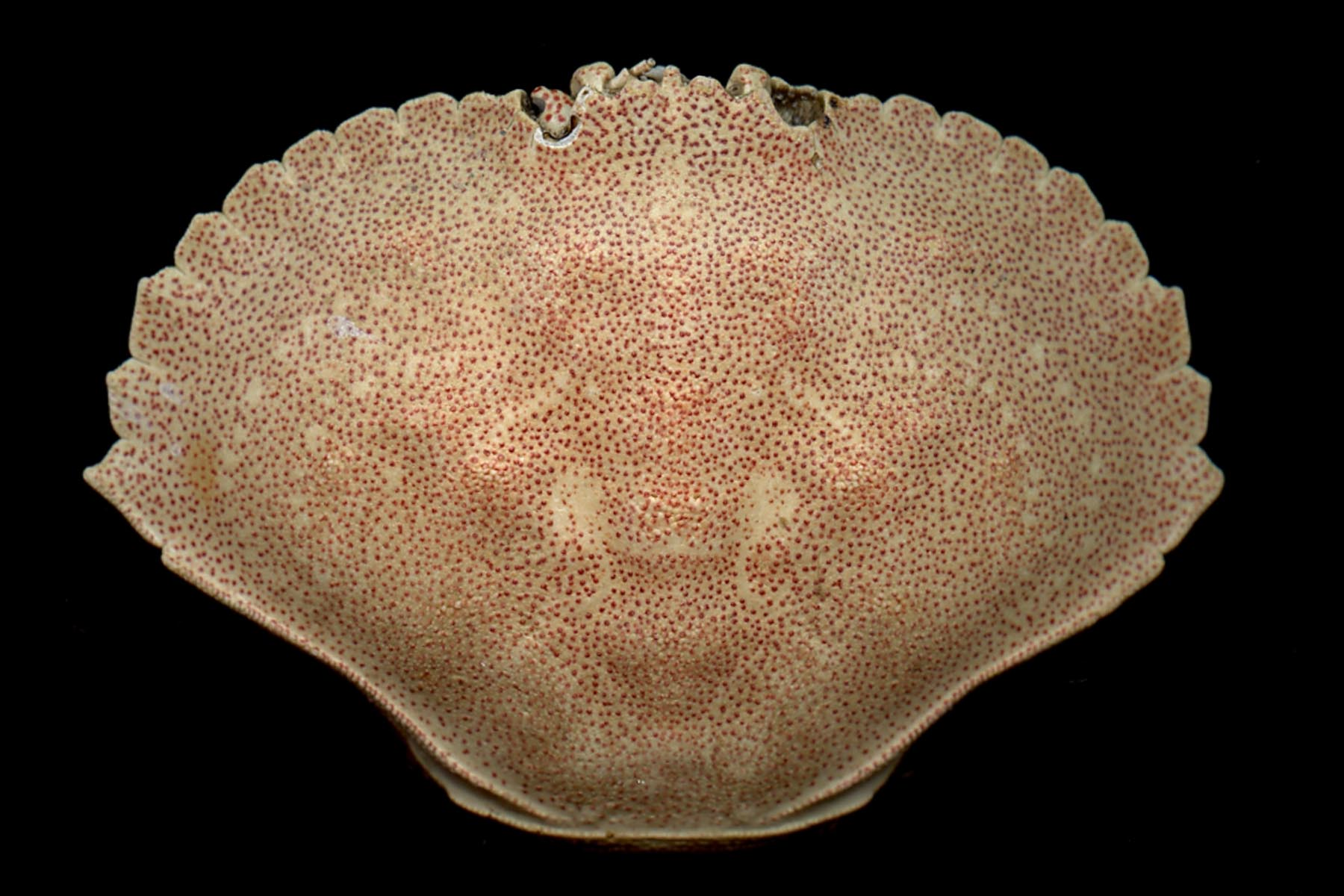